# Cloisonnisme
Cloisonnisme (fr. cloison, 'skillevæg') er et kunsthistorisk begreb som henviser til postimpressionistisk maleri som udmærker sig med hele, rene farveflader, der kan være adskilt med kraftige sorte konturer, typisk for fransk maleri i 1890'erne med Paul Gauguin og Émile Bernard som typiske repræsentanter.
Begrebet blev dannet af kunstkritikeren Edouard Dujardin ved udstillingen Salon des Indépendants i marts 1888.
Inspirationen kom blandt andet fra kirkernes blyindfattede glasmalerier fra 15- og 1600-tallet og fra cloisonné-emaljer, hvor farvefelter er adskilt ved bronzeindfatninger.
| - Cloisonnisme - Émile Bernard: Bretonske kvinder på engen, august 1888. Bernard udvekslede dette med Gauguin som bragte det til Arles efteråret 1888 da han slog sig sammen med Van Gogh, som blev begejstret for stilen. Van Gogh malede en kopi i akvarel for at fortælle sin bror Theo om den. - Vincent van Gogh: Bretonske kvinder og børn, november 1888 (akvarel efter Bernard). - Paul Gauguin: 'Vision efter prædiken' eller 'Jakobs kamp med englen', 1888. - Paul Sérusier: Talismanen/Le Talisman, 1888, Musée d'Orsay, Paris - Vincent van Gogh: Skoledreng (Camille Roulin, søn af postbud Joseph-Étienne Roulin), 1888 - Louis Anquetin: Læsende kvinde, 1890 |